# Jelynn Dela Cruz
Jelynn Dela Cruz (née vers 2000) est une femme politique manitobaine (canadienne) qui est élue à l'Assemblée législative du Manitoba lors des élections générales du Manitoba de 2023 en battant le ministre sortant progressiste-conservateur James Teitsma. Elle représente la circonscription de Radisson au nom du Nouveau Parti démocratique du Manitoba.
Lorsqu'elle est élue à 23 ans, elle devient la plus jeune femme jamais élue à l'Assemblée législative du Manitoba,.

## Biographie
D'origine Philippine, elle parle anglais, tagalog et français, qu'elle a appris en suivant un International Baccalaureate French. 
Pendant ses études à l'Université du Manitoba, elle préside l'Union des étudiants de l'Université du Manitoba de 2020 à 2021.
Avant d'être élue, elle a travaillé à L'Arche Winnipeg.